# Хармоника (кратки филм)
„Хармоника” је југословенски кратки филм из 1968. године. Режирао га је Стјепан Заниновић који је написао и сценарио.

## Улоге
| Глумац                   | Улога |
| ------------------------ | ----- |
| Стојан Столе Аранђеловић |       |
| Душан Ђурић              |       |
| Дејан Ђуровић            |       |